# B-adrenergički-receptor kinaza
B-adrenergički-receptor kinaza (EC 2.7.11.15, ATP:beta-adrenergički-receptor fosfotransferaza, beta-adrenergički receptor-specifična kinaza, beta-AR kinaza, beta-ARK, beta-ARK 1, beta-ARK 2, beta-receptor kinaza, GRK2, GRK3, beta-adrenergički-receptor kinaza (fosforilacija), beta2ARK, betaARK1, beta-adrenoceptor kinaza, beta-adrenoceptor kinaza 1, beta-adrenoceptor kinaza 2, ADRBK1, BARK1, adrenergički receptor kinaza, STK15) je enzim sa sistematskim imenom ATP:(beta-adrenergic receptor) fosfotransferaza. Ovaj enzim katalizuje sledeću hemijsku reakciju
ATP + [beta-adrenergički receptor] {\displaystyle \rightleftharpoons } ADP + fosfo-[beta-adrenergički receptor]
G-protein je neophodan za aktivaciju i stoga ovaj enzim pripada familiji G-protein-zavisnih receptorskih kinaza (GRKs).

## Literatura
- Nicholas C. Price; Lewis Stevens (1999). Fundamentals of Enzymology: The Cell and Molecular Biology of Catalytic Proteins (Third изд.). USA: Oxford University Press. ISBN 019850229X.
- Eric J. Toone (2006). Advances in Enzymology and Related Areas of Molecular Biology, Protein Evolution (Volume 75 изд.). Wiley-Interscience. ISBN 0471205036.
- Branden C; Tooze J. Introduction to Protein Structure. New York, NY: Garland Publishing. ISBN 0-8153-2305-0.
- Irwin H. Segel. Enzyme Kinetics: Behavior and Analysis of Rapid Equilibrium and Steady-State Enzyme Systems (Book 44 изд.). Wiley Classics Library. ISBN 0471303097.
- William P. Jencks (1987). Catalysis in Chemistry and Enzymology. Dover Publications. ISBN 0486654605.

## Spoljašnje veze
- Beta-adrenergic-receptor+kinase на 